# 서울 청련사 산신도
서울 청련사 산신도(서울 淸蓮寺 山神圖)는 서울특별시 동작구 대방동 청련사에 있는 산신도이다. 2009년 8월 13일 서울특별시의 유형문화재 제290호로 지정되었다.

## 지정 사유
직사각형의 화면을 대각선으로 나누어 위쪽에는 청록산수 기법으로 절벽과 소나무를 표현하고, 아래쪽에는 노송(老松) 아래 앉아있는 산신을 묘사한 산신도이다.
깊은 산의 소나무와 암벽을 배경으로 머리에 흑갑사의 투명한 두건을 쓰고 왼손에 부채를 든 산신이 왼쪽 무릎은 세우고, 오른쪽 다리를 접은 편안한 자세로 앉아있다. 호랑이는 몸을 산신의 등 뒤로 둥글게 말아 머리를 산신의 무릎에 걸치고, 백발이 성성한 산신은 오른손으로 호랑이의 귀를 잡고 머리를 지그시 누르고 있다. 소나무 뒤로 두 동자들이 피리를 불거나 합장하고 있다. 이러한 도상은 안정사 삼성각 산신도(1880년), 호국지장사삼성각 산신도(1893년), 정법사 산신도(1940년) 등 19세기 말에 유행하였던 도상과 유사하다. 얼굴 등에 음영을 넣어 입체감을 표현했으며 주조색은 적색, 녹색, 황색, 청색 등이며 약간의 금으로 장식하였다. 하단부의 3군데로 나누어진 화기 내용에 의하면 1882년 편수(片手) 영명 천기(影明天機)와 금어(金魚) 응석(應奭)이 그렸으며 진관사 향적암에 봉안하였다는 사실을 알 수 있다. 영명당 천기(影明堂 天機)는 19세기후반부터 20세기 전반까지 활동한 불화승으로,
1878년 서울 화계사 지장도, 수원 봉령사 석가모니후불도와 칠성도, 안성 청룡사 대웅전 삼세후불도, 1883년 서울 개운사 감로도, 1885년 봉국사 명부전 지장도, 1886년 봉은사 괘불도 등 많은 불화를 남겼으며, 응석 역시 19세기 후반에 활동한 유명한 불화승이다.
화기는 다음과 같다.
<화기>

(1) 光緖 八年 壬午 正月 二十六日 三角山

津寬寺 香積」庵 奉安 化主 比丘尼 仁

亨 比丘尼 桂典

(2) 施主秩

乾命 丙申生 朴氏 乾命 庚戌生 朴氏 坤

命 乙卯生 崔氏 兩位 童子 丁 卯生 崔氏

(3) 證明 東波 法典 翫海 慈船 誦呪 比丘 景

錫 片手 影明 天機 金魚 比丘 應奭 持殿

錦庵 應典 鐘頭 比丘 敏和 比丘􀂆覺 別

座 比丘尼 美奉 別供 比丘尼 法一 萬德

道行 普開 建命 金性心 都監 虛印􀂆􀂆

이 산신도는 그간의 산신도들이 조성기가 있는 작품이 희귀한 편인데 반해 1882년이라는 조성연대가 있고, 작은 화면이지만 산신이나 호랑이의 형태나 대각선 구도 등이 비교적 우수하고, 채색이 밝은 편이며 각 형태, 필선, 문양 등 세부 묘사가 뛰어나, 조선후기 산신도 연구에 귀중한 예라고 할 수 있으므로 서울시 유형문화재로 지정한다.

## 참고 문헌
- 청련사 산신도 - 국가유산청 국가유산포털